# Kanonloppet (löpning)
Kanonloppet är ett terränglopp som arrangeras på Åland varje år sedan 1968. Kanonloppet är idag det största och mest populära motionsloppet på Åland. Samtidigt och längs samma bansträckning arrangeras också Ålandsmarschen, ett vandringslopp som ingår i den Nordiska vandringsbuketten. Arrangörer är Ålands Idrottsdistrikt och Ålands Motionsförbund.
Kanonloppet och Ålandsmarschen genomförs andra lördagen i oktober. Tävlingen består av ett antal olika åldersklasser och längden på loppet varierar enligt klass, men huvudloppets längd är 22,5 km. Alla klasser löper längs samma bana och kommer i mål på samma plats, Wiklöf Holding Arena i Mariehamn. Huvudloppets start går vid idrottsplatsen Breidablick i Finström. De kortare loppen startar i Ringsböle, vid Vikingahallen, i Hindersböle och vid Nyängens daghem i Mariehamn. Vandringsloppet Ålandsmarschen startar före löpklasserna.  
I samband med Kanonloppet ordnas också Julleloppet av lokaltidningen Ålandstidningen i samarbete med Ålands Motionsförbund. Loppet är ungefär 1 km långt och löps av barn i vuxnas sällskap. År 2020 sändes loppet för första gången direkt på Ålandstidningens webbplats.  
Antalet deltagare har varierat kraftigt genom åren, men under 2000-talet har det genomsnittliga deltagandet legat mellan 500 och 600.

## Historia
Kanonloppet har genomförts varje år sedan 1968, vilket betyder att loppet firade 50-årsjubileum år 2017. Bansträckningen har varierat, bland annat för att anpassa sig efter förändringar i naturen och landskapet. Den ursprungliga bansträckningen löptes nästintill uteslutande i terräng, medan dagens bana löps på en blandning av skogsstigar, åkermark, grus, barkbana och asfalt. Den nuvarande bansträckningen infördes 2015 och medförde att huvudloppets längd utökades från tidigare 19 km till dagens 22,5 km. Ålandsmarschen ordnades för första gången 1997. Sedan 2017 ordnas också en stafett, som löps samtidigt som det ordinarie loppet men där sträckan delas upp i sex sträckor.
Vid 50-årsjubileet år 2017 deltog fem personer som löpt samtliga 50 lopp.